# Hợp Thành, Thái Nguyên
Hợp Thành là một xã thuộc tỉnh Thái Nguyên, Việt Nam.

## Địa lý
Xã Hợp Thành có vị trí địa lý:
- Phía đông giáp xã Yên Trạch và xã Phú Lương
- Phía tây giáp xã Trung Hội và xã Đức Lương
- Phía nam giáp xã Phú Lương
- Phía bắc giáp xã Trung Hội và Yên Trạch

Xã Hợp Thành có diện tích 41,2 km², dân số năm 2025 là 10.828 người. Khu vực được định hướng tập trung phát triển nông, lâm nghiệp chất lượng cao, khai thác khoáng sản, mở rộng giao thương, dịch vụ và đô thị hóa. Kinh tế khu vực này chủ yếu là sản xuất nông nghiệp trồng và chế biến chè, chế biến nông – lâm sản, buôn bán nhỏ. Xã Phủ Lý cũ có mỏ khoáng sản titan đang được khai thác, có giá trị cao. Hạ tầng giao thông của xã có các tuyến đường liên huyện và các tuyến đường tỉnh 263. Núi Chúa nằm trên địa bàn hai xã Hợp Thành và Phú Lương, đỉnh cao nhất có độ cao 432 m.

## Lịch sử
Sau hoà bình lập lại (1954), xã Tam Hợp tách thành ba xã Hợp Thành, Tân Thành, Phủ Lý. Năm 1974, Bộ Nội vụ ban hành quyết định đổi xã Tân Thành thành xã Ôn Lương.
Tháng 6 năm 2025, xã Hợp Thành được thành lập trên cơ sở nhập toàn bộ diện tích tự nhiên, quy mô dân số của xã  Hợp Thành (diện tích tự nhiên là 8,98 km²; dân số là 3.119 người); xã Ôn Lương (diện tích tự nhiên là 16,37 km²; dân số là 4.040 người) và xã Phủ Lý (diện tích tự nhiên là 15,85 km²; dân số là 3.669 người) của huyện Phú Lương. Trụ sở làm việc của xã nằm tại trụ sở xã Phủ Lý cũ.

## Hành chính
Đến năm 2009, xã Hợp Thành được chia thành 10 xóm: Bo Chè, Kết Thành, Khuôn Lân, Làng Mon, Làng Mới, Mãn Quang, Phú Tiến, Quyết Tiến, Tiến Bộ, Tiến Thành.
Đến năm 2009, xã Ôn Lương được chia thành 8 xóm: Bản Đông, Cây Thị, Đầm Rum, Na Pặng, Na Tủn, Khau Lai, Thâm Trung, Xuân Trường.
Đến năm 2009, xã Phủ Lý được chia thành 12 xóm: Bản Eng, Đồng Cháy, Đồng Chợ, Đồng Rôm, Hiệp Hòa, Khe Ván, Khuân Rây, Na Biểu, Na Dau, Na Mọn, Suối Đạo, Tân Chính.